# Kokplatta

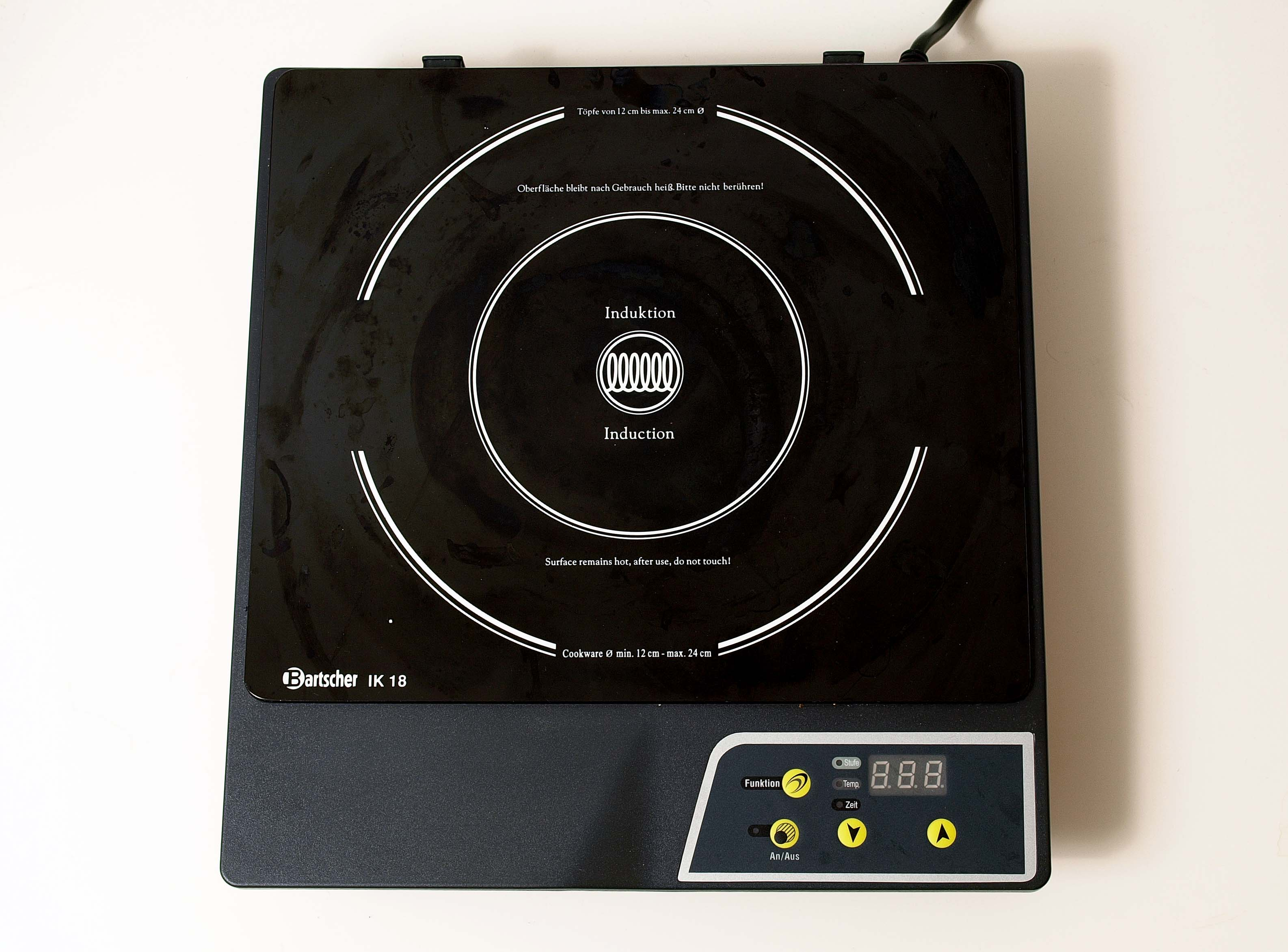
Kokplatta av typen induktion.

En kokplatta eller värmeplatta är en elektrisk apparat som används vid matlagning för tillagning och uppvärmning av mat och dryck i kokkärl eller stekpanna, som ett mindre alternativ till en fullständig spis.
Vanligtvis är kokplattor flexibla och säljs i vitvaru- och elektronikbutiker. Det finns även kokplattor som är inbyggda i minikök (ett mindre alternativ till fullstort kök). Kokplattor finns med en eller två gjutjärnsplattor, keramisk platta, induktionsplatta eller gasplatta. Kokplattan lämpar sig för mindre utrymmen där det inte finns plats för en hel spis, såsom gästhus, husbil och husvagn. Den kan även användas som reserv om den ordinarie spisen slutar fungera. Nackdelar med kokplatta i jämförelse med en fullstor spis är om man vill laga olika mat samtidigt, samt att den saknar ugn.